# AP 거시경제학
AP 거시경제학(Macroeconomics)은 칼리지 보드가 제공하는 시험에서 고등학교 학생들을 위해 제공되는 어드밴스트 플레이스먼트 거시경제학 코스이다.
학습은 희소성, 기회비용, 비교 우위, 수요, 공급, 가격 결정 등 근본적인 경제학 개념으로 시작한다.
수많은 주제는 경제적 성과, 국가 소득, 가격 결정, 통화 정책, 국제 경제 및 성장의 측정을 포함한다. AP 미시경제학과 결합하여 교육되기도 하지만 많은 학생들은 AP 거시경제학을 수강한다.

## 같이 보기
- 경제학